# 熊桴
熊桴（1507年—1569年），字元乘，號鏡湖，湖廣武昌府武昌縣人，民籍，明朝政治人物。

## 生平
嘉靖二十二年（1543年）癸卯科湖廣鄉試第七十七名舉人，二十九年（1550年）庚戌科二甲第二十一名進士。授太倉州知州，三十二年（1553年）因抵禦倭寇有功，升蘇州府同知，升浙江按察司僉事、兵備蘇松。在吳地十二年，打擊海寇大小三十餘戰，屢屢告捷，升雲南布政使司參政、陝西按察使，因故謫山東布政使司左參政，隆慶元年（1567年）四月升山東按察使，二年（1568年）三月升浙江右布政使。
同年升都察院右僉都御史、巡撫廣東，三年（1569年）六月以平定海盜曾一本，升右副都御史。把總周雲翔殺害參將耿宗元後叛逃，熊桴深感委任不當，愧恨致病，同年去世，贈兵部左侍郎。

## 著作
著有《鏡湖集》、《撫越疏議》。

## 家族
曾祖熊友信，知縣；祖父熊鐩，壽官；父熊清，縣丞。前母周氏；母萬氏。永感下。兄熊極（衛經歷）、熊栻（陰陽訓術）。